# Meilen
Meilen (toponimo tedesco) è un comune svizzero di 13 762 abitanti del Canton Zurigo, nel distretto di Meilen del quale è capoluogo; ha lo status di città.

## Geografia fisica
Meilen si affaccia sul Lago di Zurigo.

## Monumenti e luoghi d'interesse

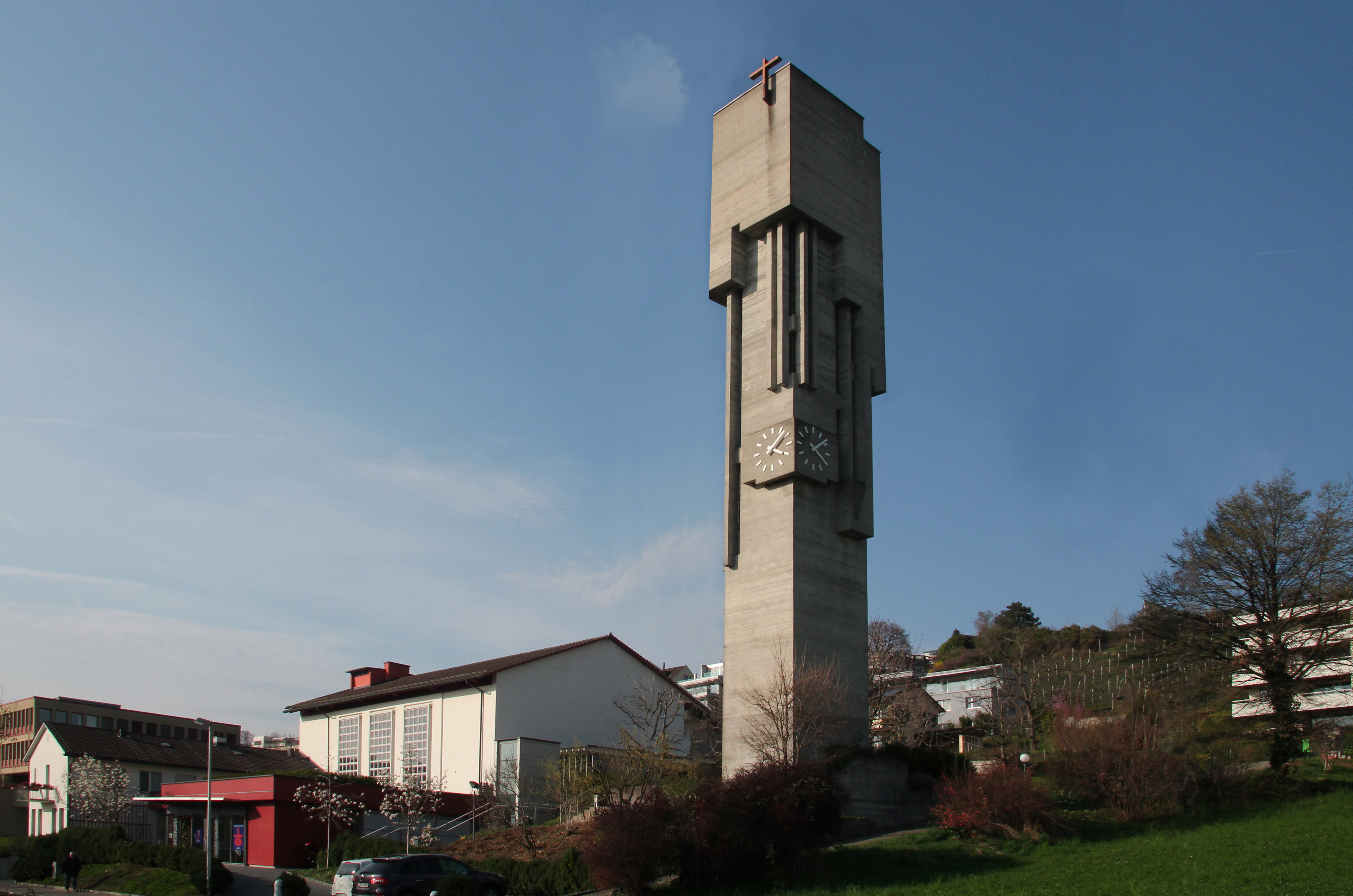
La chiesa di San Martino

- Chiesa riformata (già di San Martino), eretta nel VII secolo e ricostruita nel'VIII secolo e nel 1493-1495[1];
- Chiesa cattolica di San Martino, eretta nel 1951[1].

## Società

### Evoluzione demografica
L'evoluzione demografica è riportata nella seguente tabella:
Abitanti censiti

## Geografia antropica

### Quartieri
- Bergmeilen
- Dorfmeilen
- Feldmeilen
- Obermeilen
  - Dollikon

### Frazioni
- Burg
- Toggwil

## Infrastrutture e trasporti

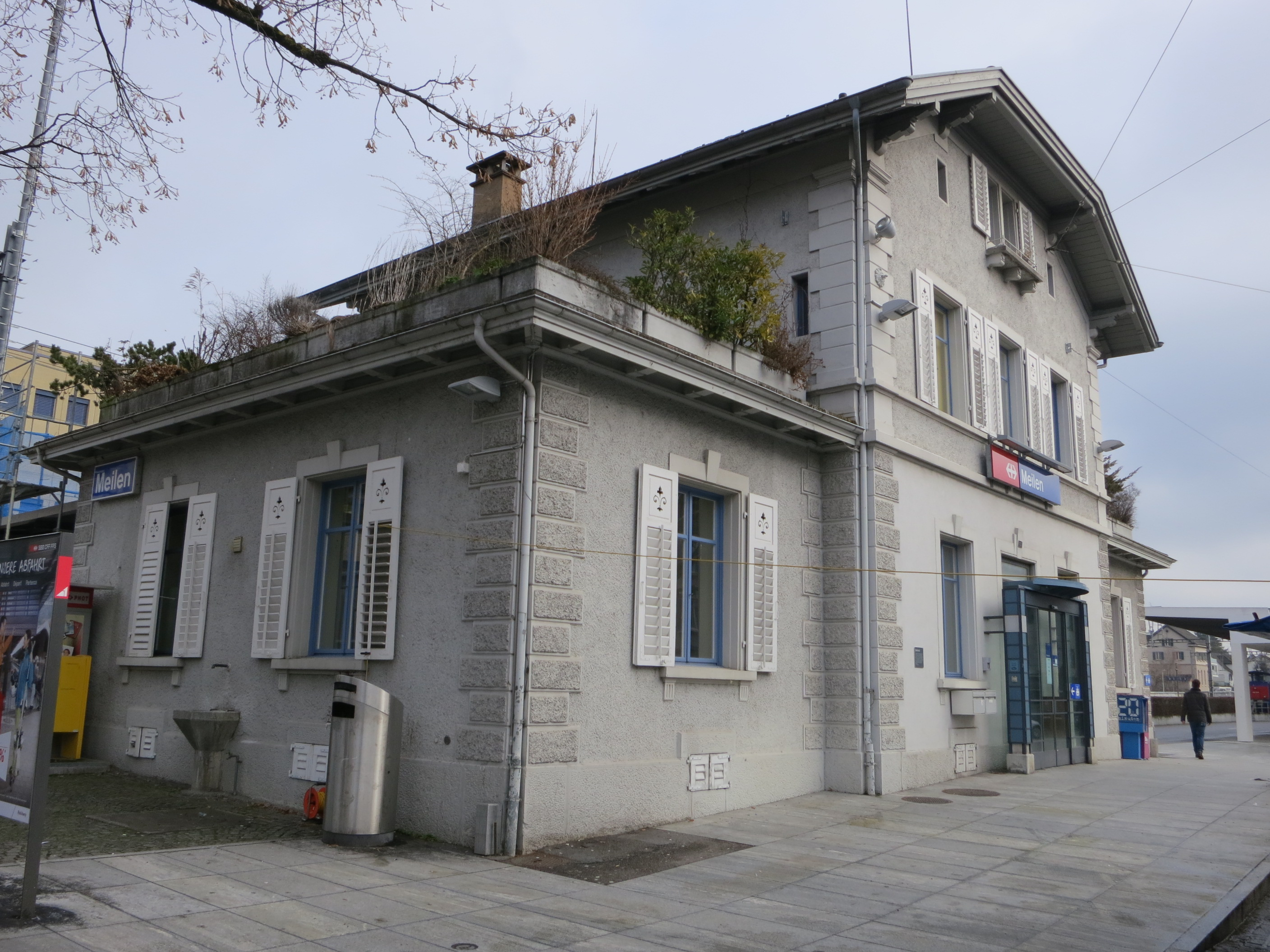
La stazione di Meilen

Meilen è servito dall'omonima stazione sulla Rechtsufrige Zürichseebahn (linee S6 e S7 della rete celere di Zurigo). Tra il 1903 e il 1950 era capolinea della ferrovia Wetzikon-Meilen.

## Amministrazione
Ogni famiglia originaria del luogo fa parte del cosiddetto comune patriziale e ha la responsabilità della manutenzione di ogni bene ricadente all'interno dei confini del comune.

### Gemellaggi
- Villa d'Adda[senza fonte]